# 山口神社 (札幌市)

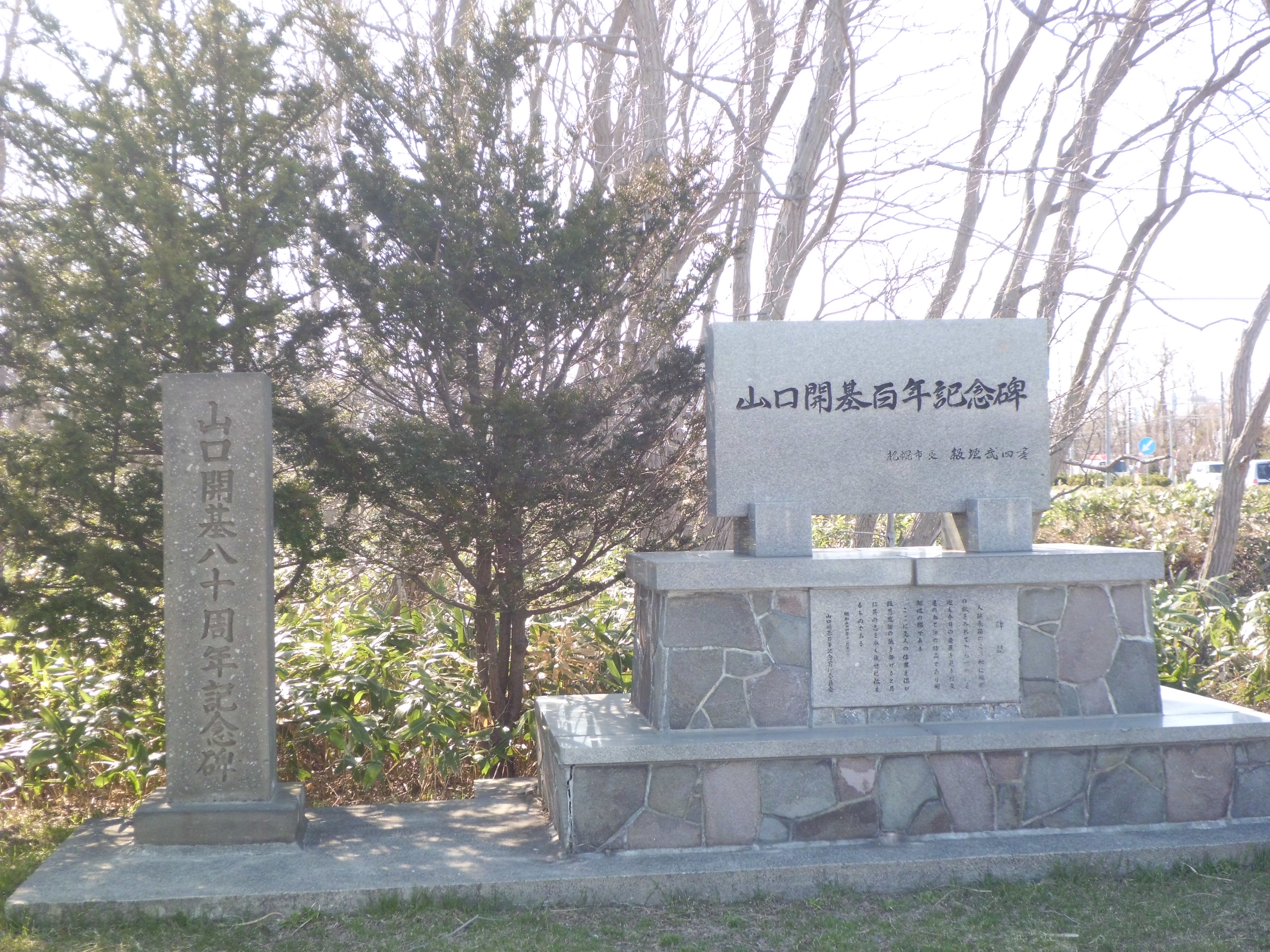
山口開基八十周年・百年記念碑

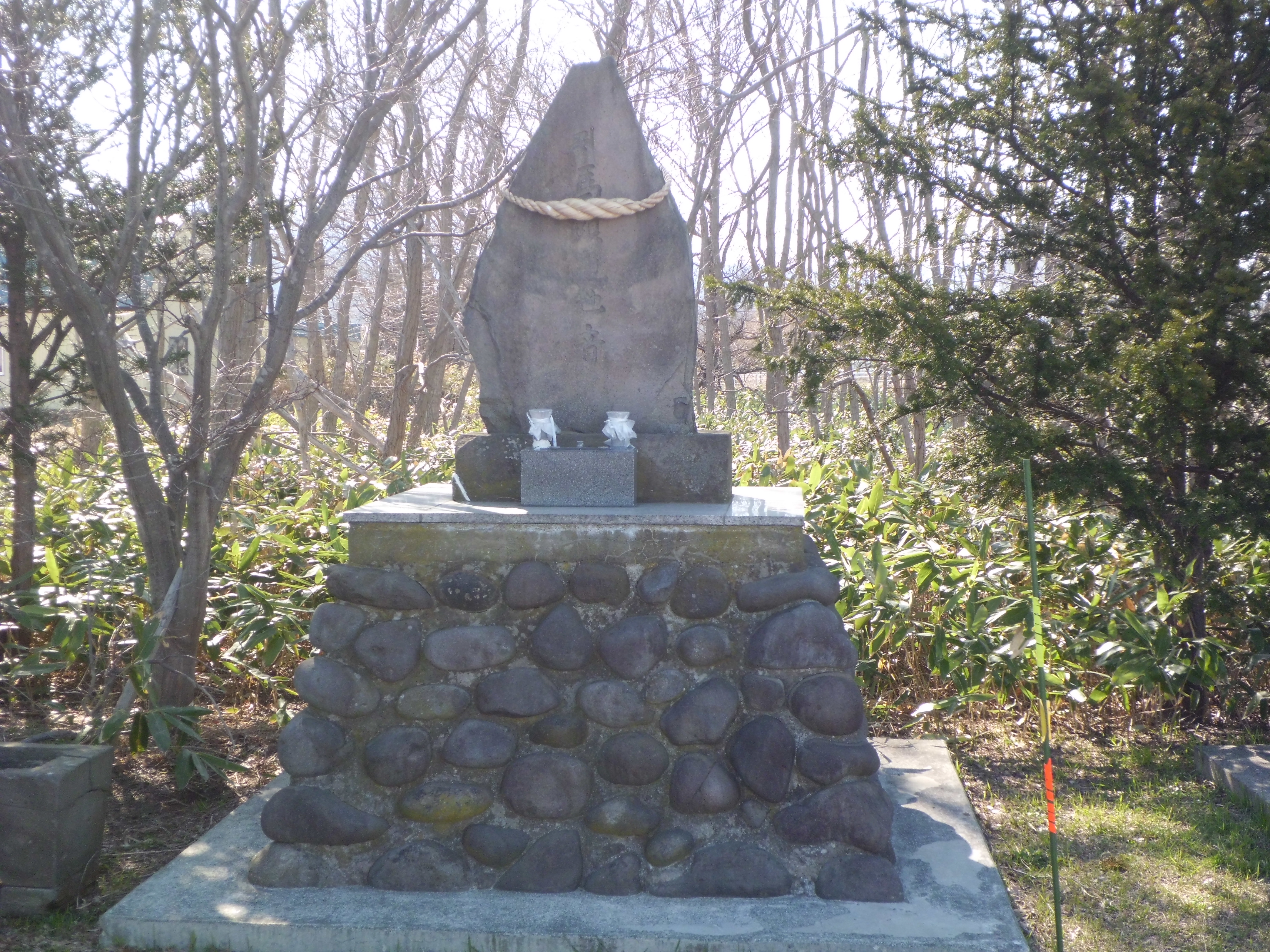
馬頭観世音

山口神社（やまぐちじんじゃ）は北海道札幌市手稲区手稲山口552番地1にある神社。旧社格は村社。
祭神は天照大神と豊受大神。

## 歴史
- 1885年（明治18年）、伊勢神宮の遥拝所が建立される[1]。
- 1902年（明治35年）8月10日、神社創立を出願。9月17日に許可が下りる[1]。
- 1910年（明治43年）、社殿落成[2]。
- 1932年（昭和7年）11月24日、社殿を新築[1]。
- 1943年（昭和18年）6月28日、村社となる。8月9日には神饌幣帛料供進神社に指定される[1]。

## 碑
山口開基八十周年記念碑
1960年（昭和35年）11月3日建立。
軟石製。山口県玖珂郡今津村（山口県岩国市今津町）からの移住者たちが開拓を始めて80年が経過したことを記念して建てられた。
山口開基百年記念碑
1979年（昭和54年）建立。
馬頭観世音
農耕馬や軍馬の慰霊のため建てられた。